# Ulica Lubicz w Krakowie
Ulica Lubicz – ulica w Krakowie, w dzielnicy I Stare Miasto oraz dzielnicy II Grzegórzki, na Wesołej.
Biegnie od skrzyżowania z ulicami Basztową, Pawią i Westerplatte na wschód do Ronda Mogilskiego, za którym jej przedłużeniem jest ulica Mogilska.

## Nazwa
Nazwa ulicy wywodzi się od herbu Lubicz, którym pieczętował się niejaki Andrzej Gotkowski (Gutkowski). Otrzymał on w 1670, od króla Michała Korybuta Wiśniowieckiego przywilej na  założenie miasta. Miało ono nosić nazwę Novum Lubicz.
Miasto ostatecznie nie powstało gdyż zaprotestowali krakowscy rajcowie i po roku przywilej cofnięto. Powstała jurydyka istniejąca do 1801 roku. Nazwę „Lubicz” ulica nosiła już w drugiej połowie XIX wieku.

## Budynki
- dawny Szpital Uniwersytecki (pozostało kilka przychodni przy ul. Botanicznej)
- Instytut Botaniki im. Władysława Szafera Polskiej Akademii Nauk (ul. Lubicz 46)
- kamienica Bujwidów mieszcząca Muzeum Odona Bujwida (ul. Lubicz 34)
- pomnik Ignacego Łukasiewicza
- Pomnik czterdziestu rozstrzelanych (ul. Lubicz 27) – miejsce dokonanej 27 maja 1944 egzekucji więźniów z aresztu przy ul. Montelupich rozstrzelanych w odwecie za zastrzelenie dwóch niemieckich policjantów[1].
- Instytut Nafty i Gazu (ul. Lubicz 25)
- Centrum Biurowe Lubicz (ul. Lubicz 23)
- Komisariat Policji II (tzw. „Biały Domek”, ul. Lubicz 21)
- Browar Lubicz (ul. Lubicz 13-17)
- Hotel Europejski (ul. Lubicz 5)
- Przekop Talowskiego i wiadukt kolejowy – pierwsze w Krakowie dwupoziomowe cywilne skrzyżowanie szlaków komunikacyjnych.
- Park Strzelecki
- Celestat – siedziba Bractwa Kurkowego i oddział Muzeum Historycznego Miasta Krakowa (ul. Lubicz 16)
- Opera Krakowska (ul. Lubicz 48)
- Pałac Wołodkowiczów (ul. Lubicz 4)

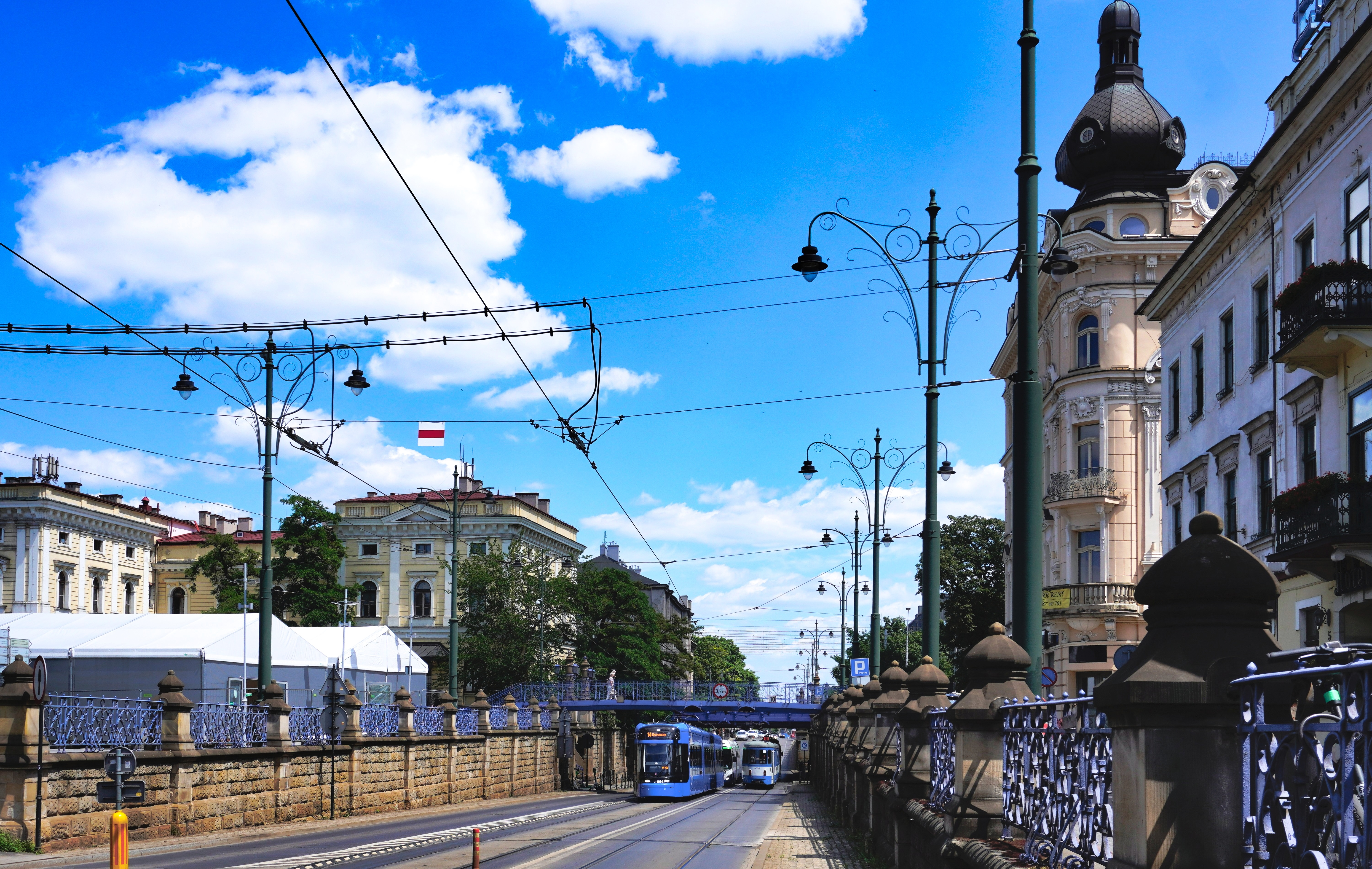
Widok od Plant na wschód, przekop Talowskiego
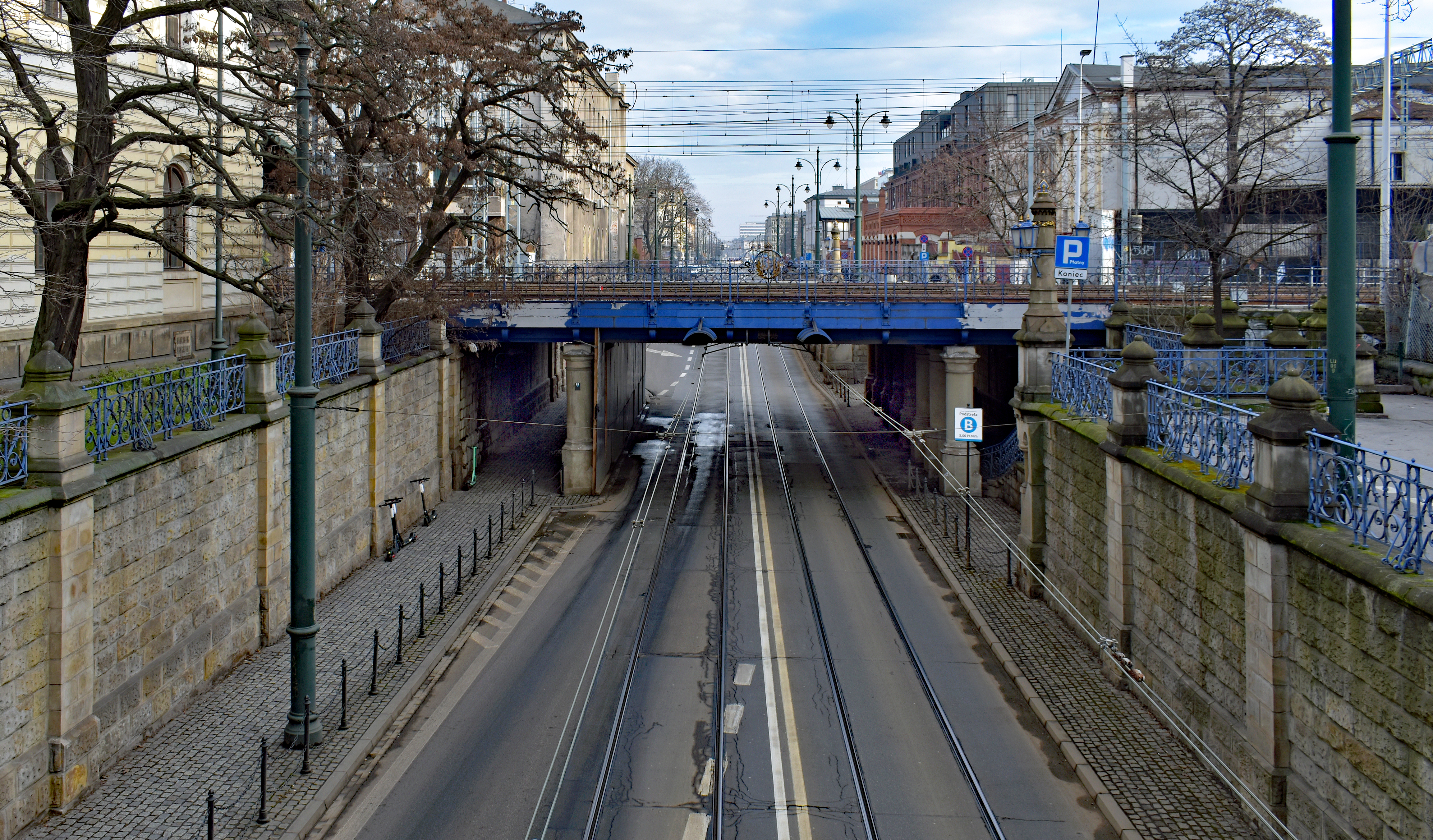
Wiadukt kolejowy i widok na wschód
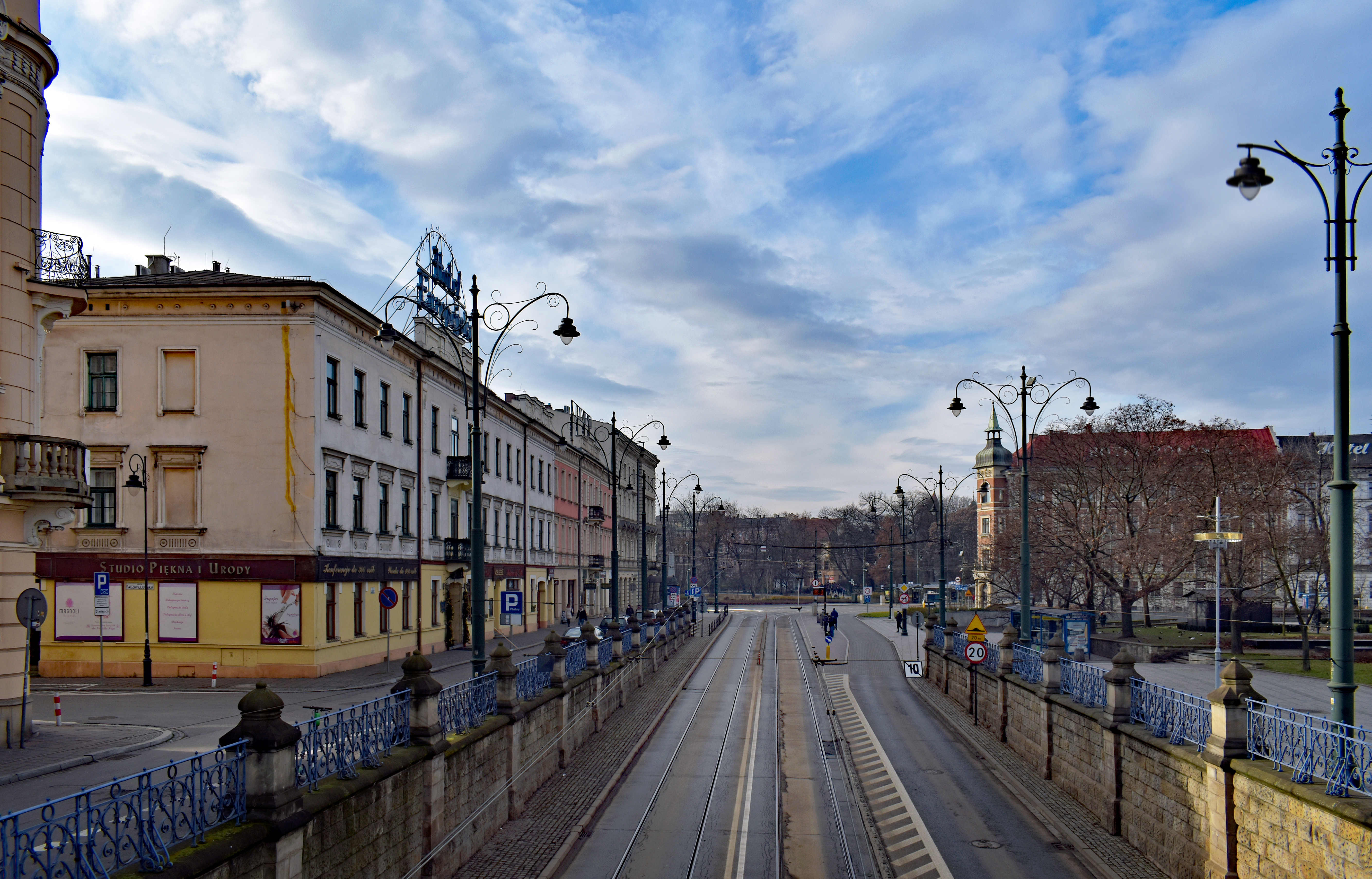
Widok na zachód, na Planty
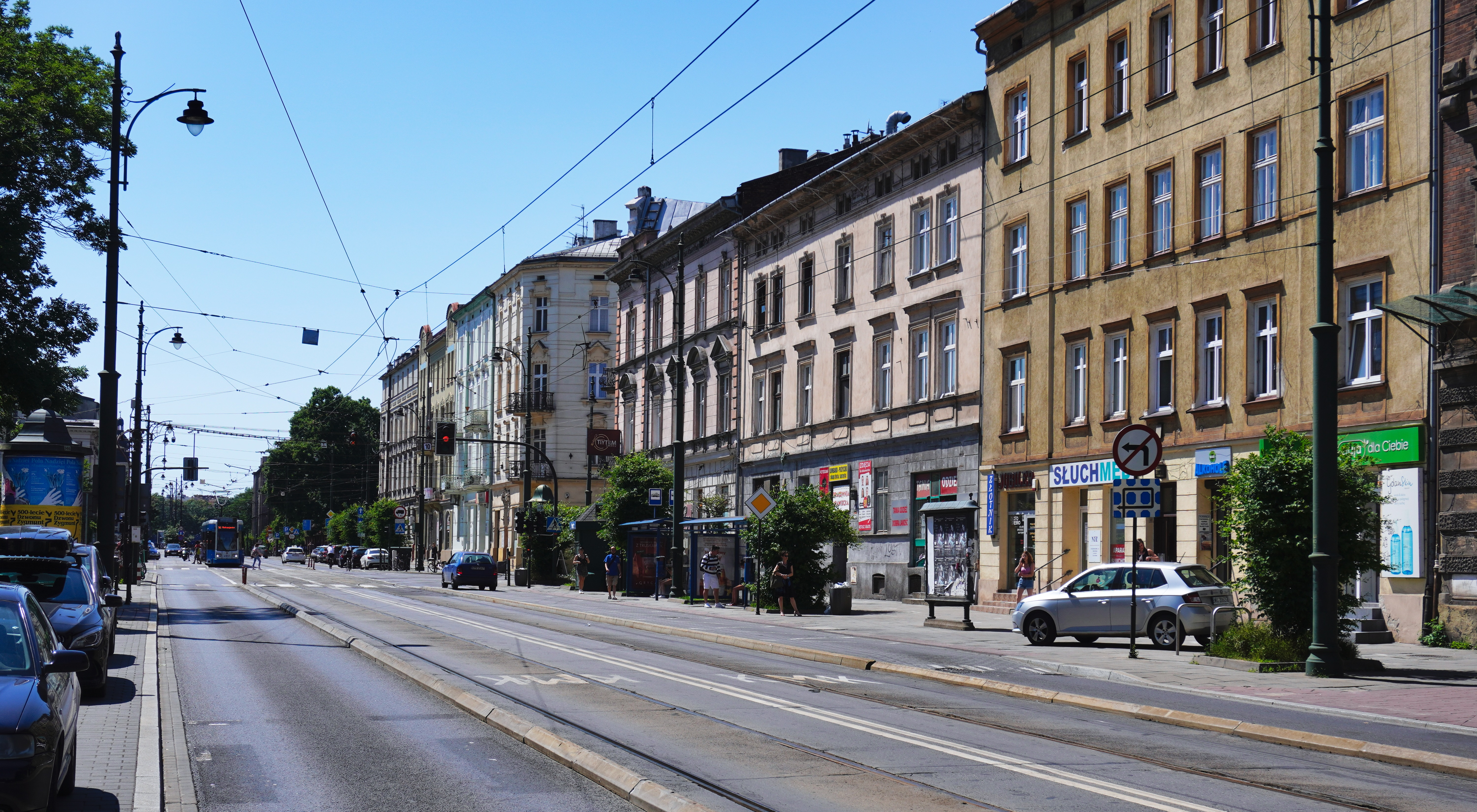
Widok w kierunku zachodnim, skrzyżowanie z ul. Rakowicką
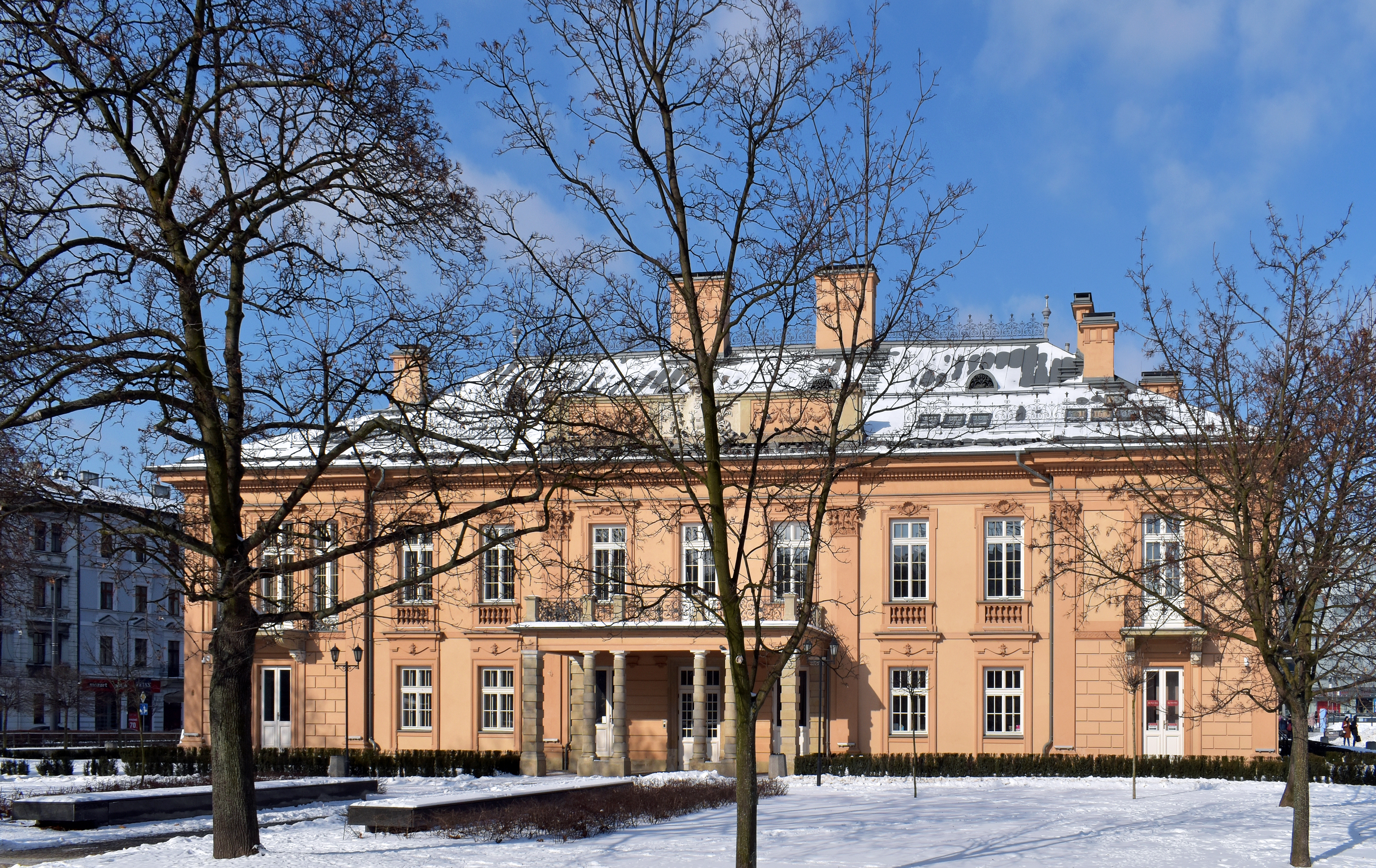
ul. Lubicz 2 Pałac Wołodkowiczów (proj. Władysław Ekielski, 1884)
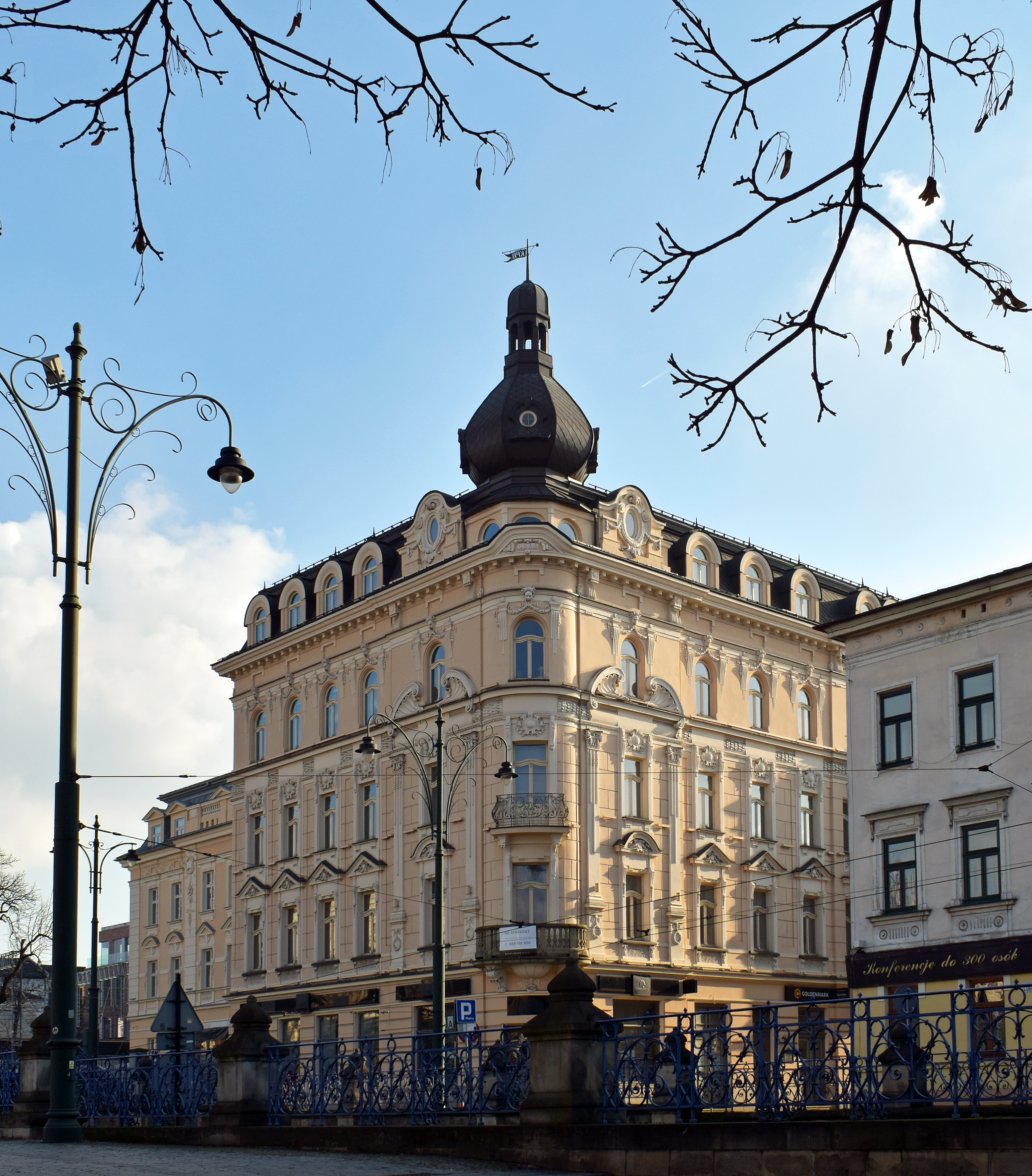
ul. Lubicz 7 Kamienica Goetzów-Okocimskich (proj. Karol Scharoch, 1899)
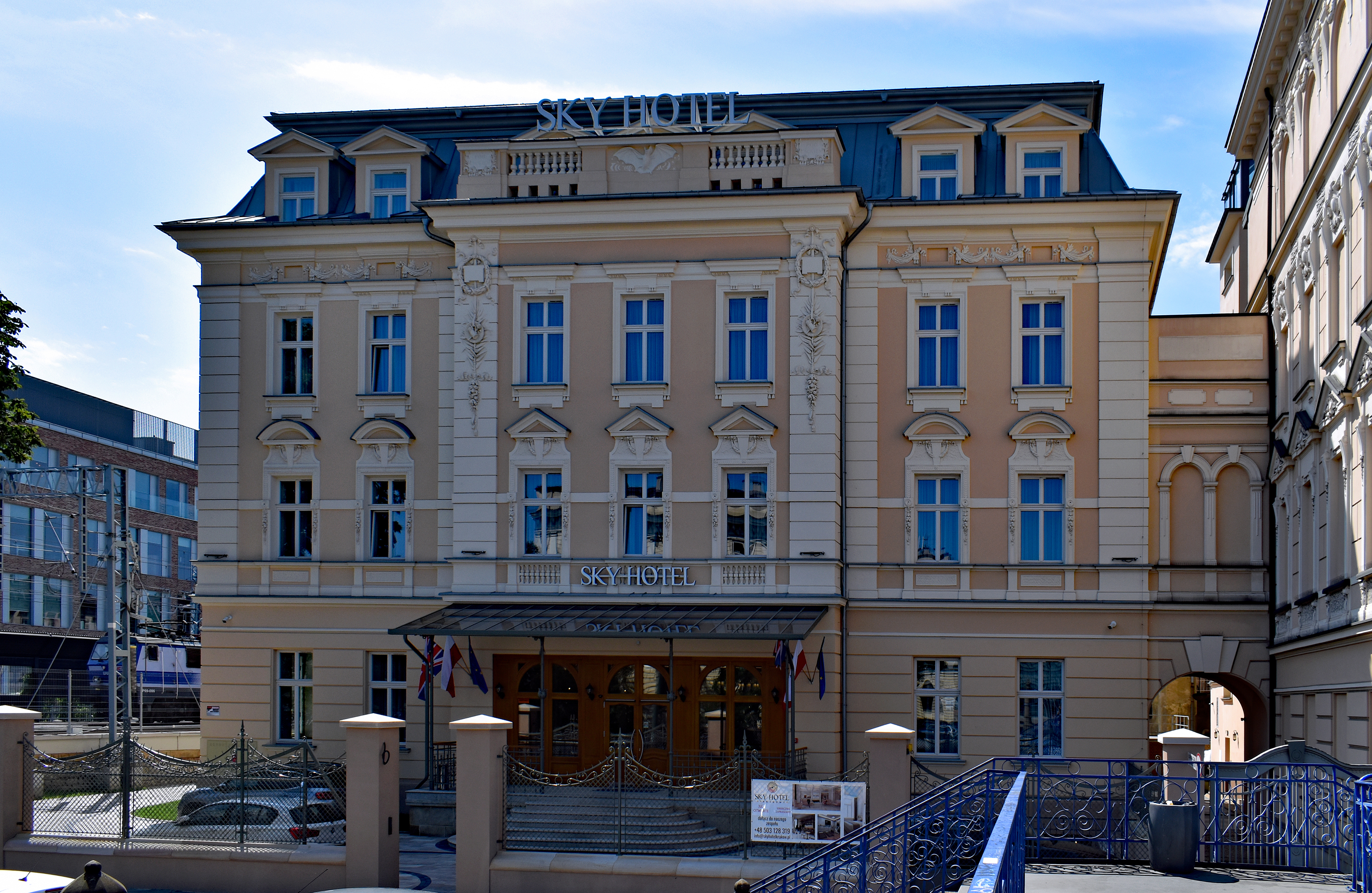
ul. Lubicz 9 Dom Pod Gackiem (proj. Zygmunt Luks, 1895)
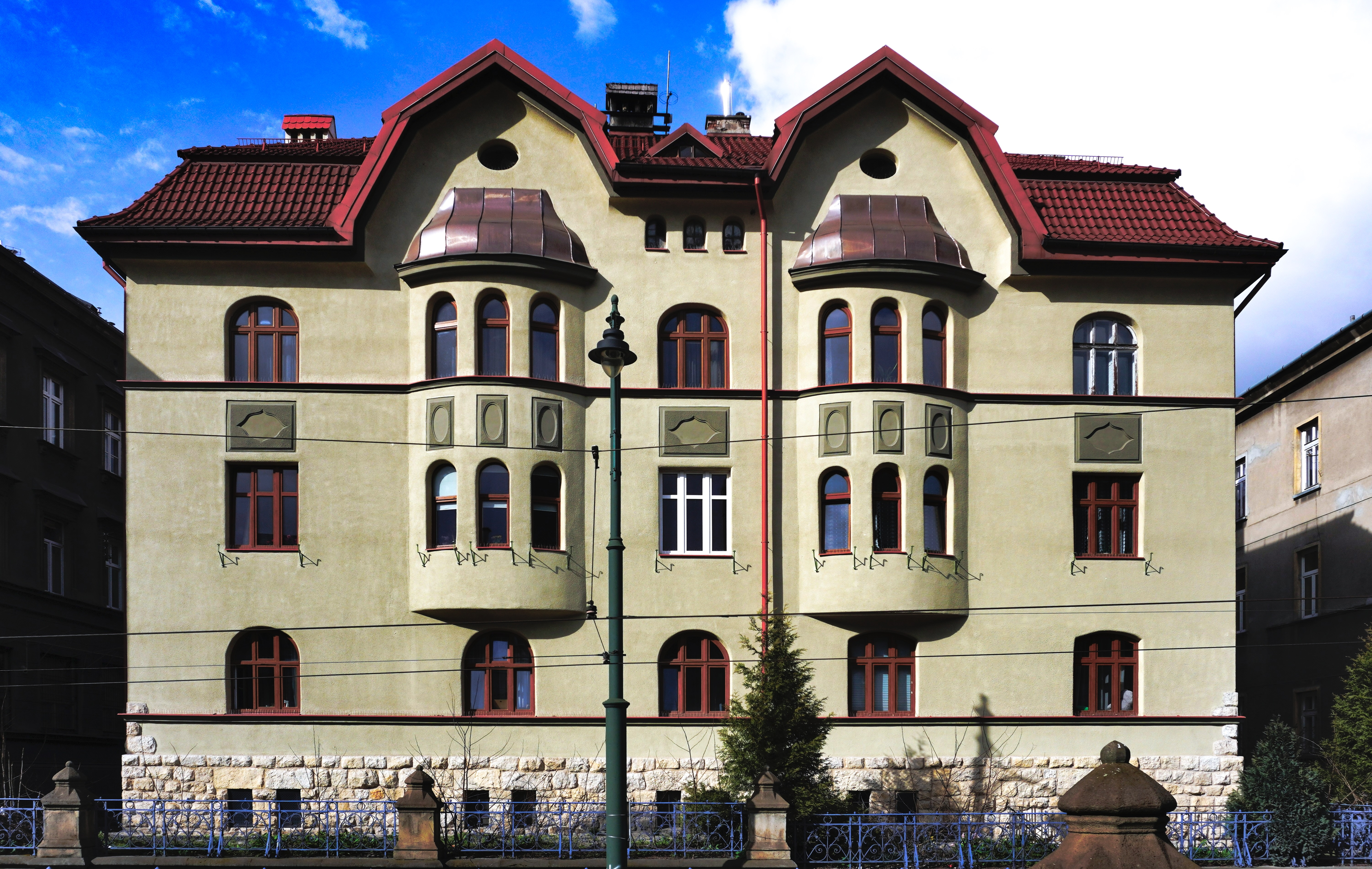
ul. Lubicz 12 Kamienica (1910)
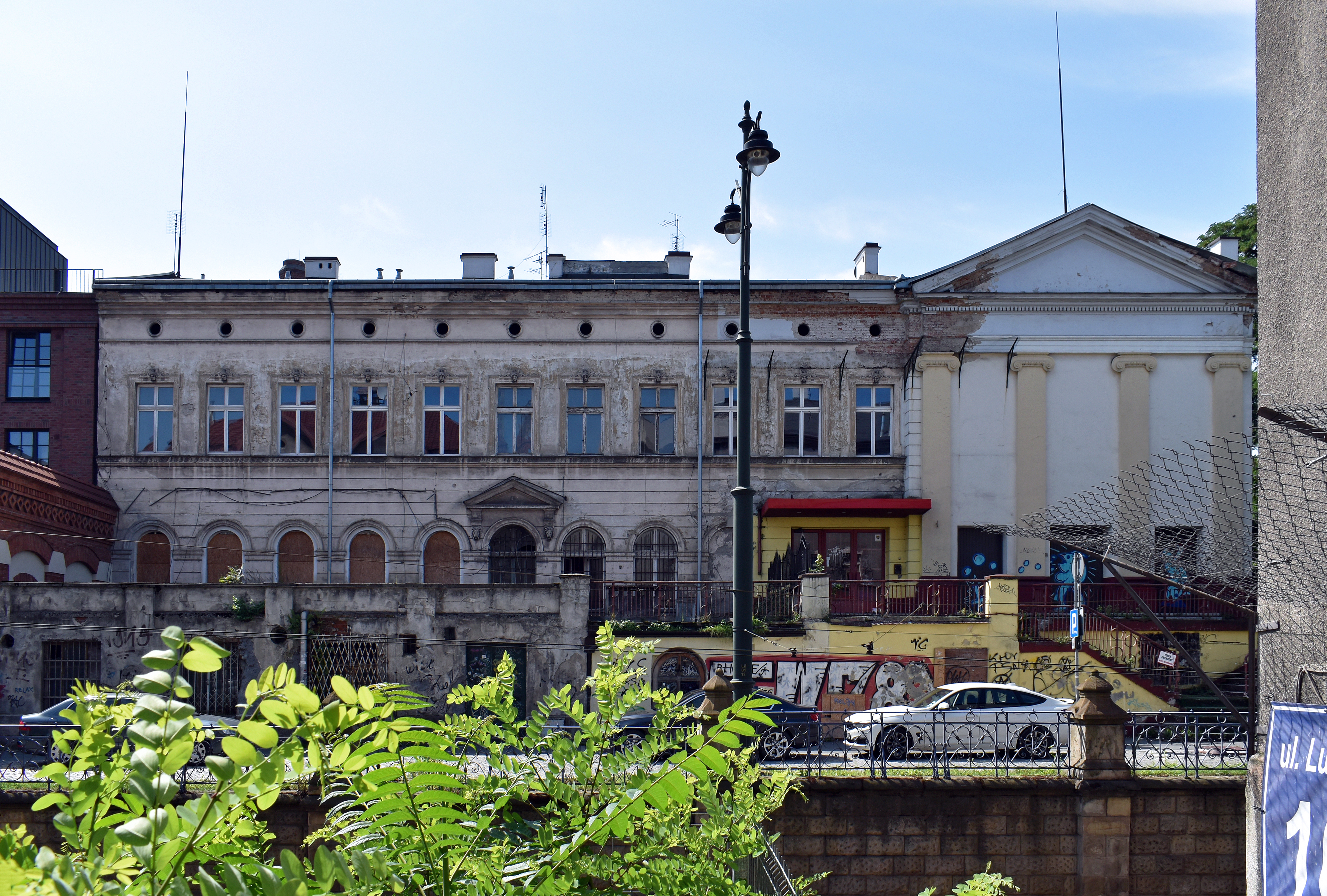
ul. Lubicz 15 Pałacyk Juliusza Johna, dawna piwiarnia browaru i restauracja a potem kino „Młoda Gwardia”
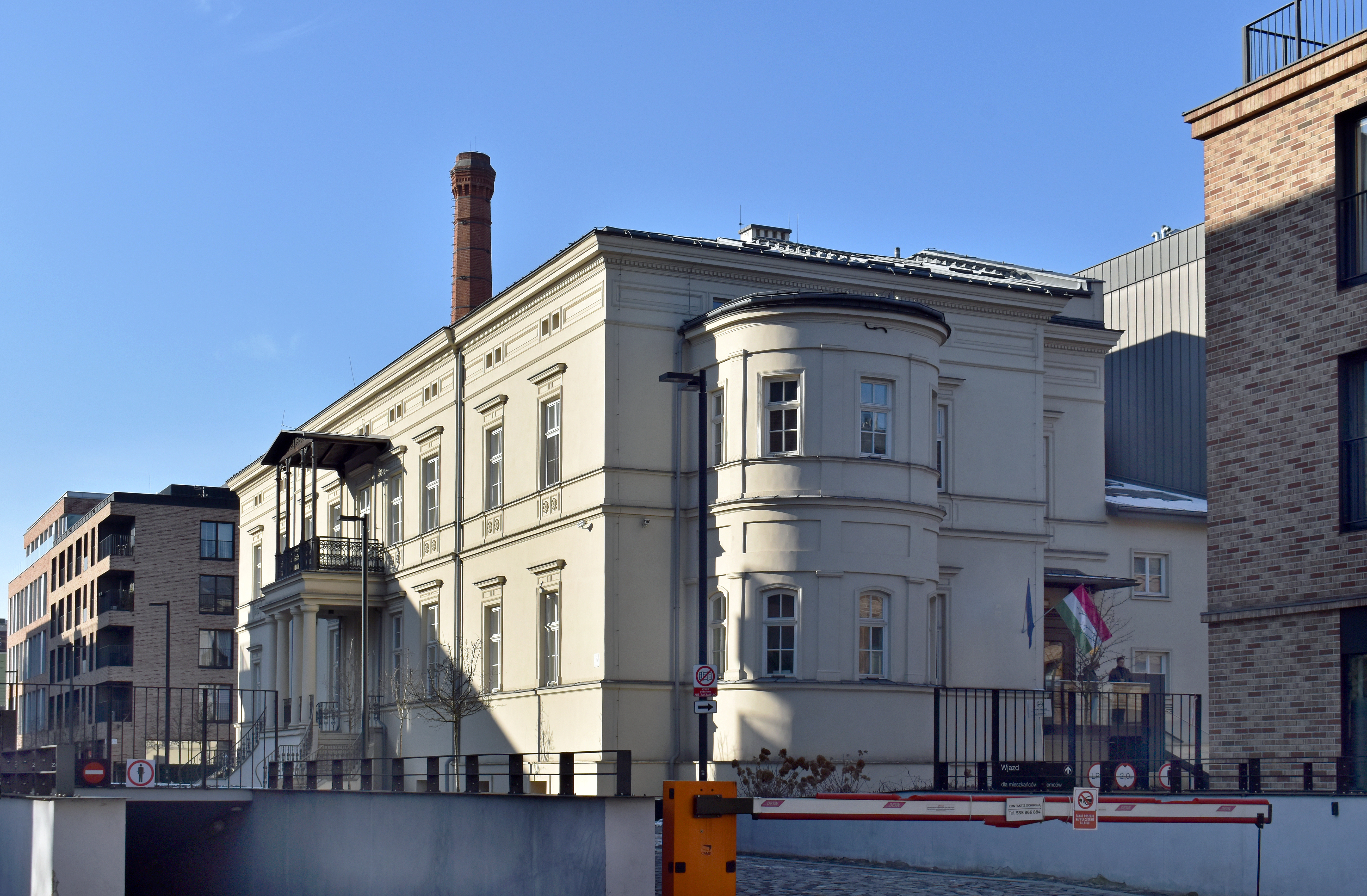
ul. Lubicz 17h Dawny browar, dom właścicieli (proj. F. Pierrot, 1840)
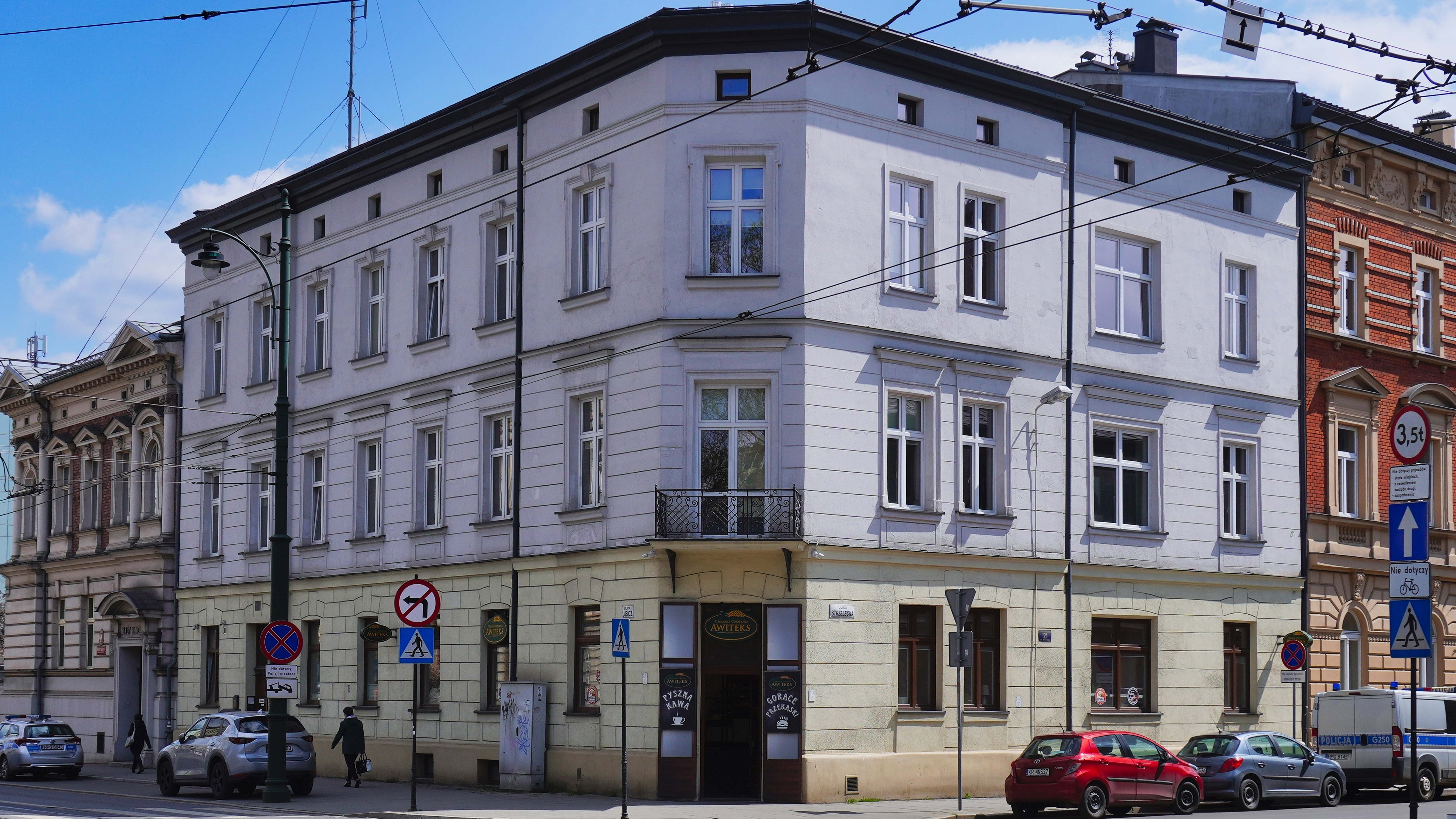
ul. Lubicz 19 Kamienica (proj. Stefan Ertel, 1879)
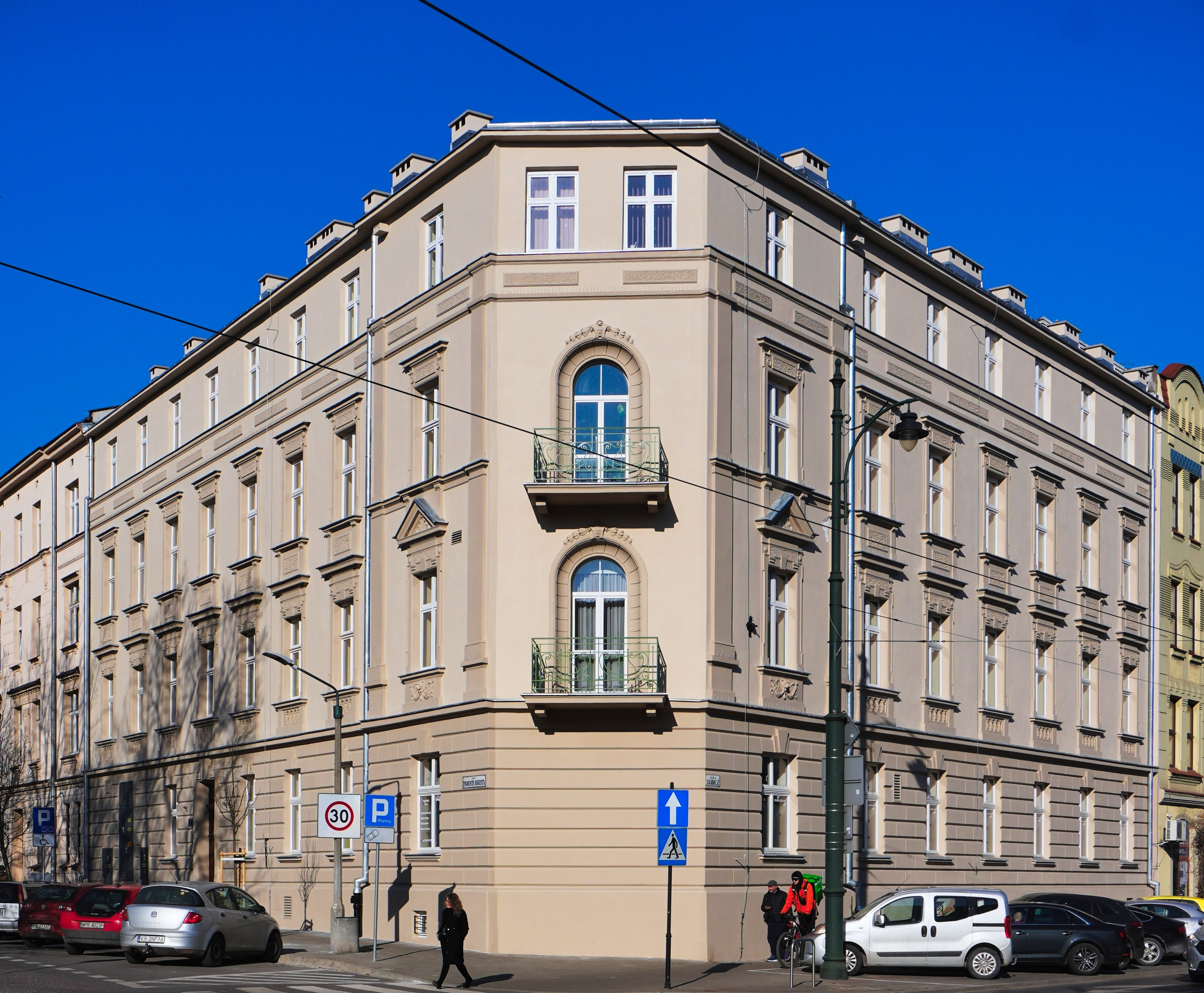
ul. Lubicz 20 Kamienica (proj. Leopold Tlachna, 1905–1909)
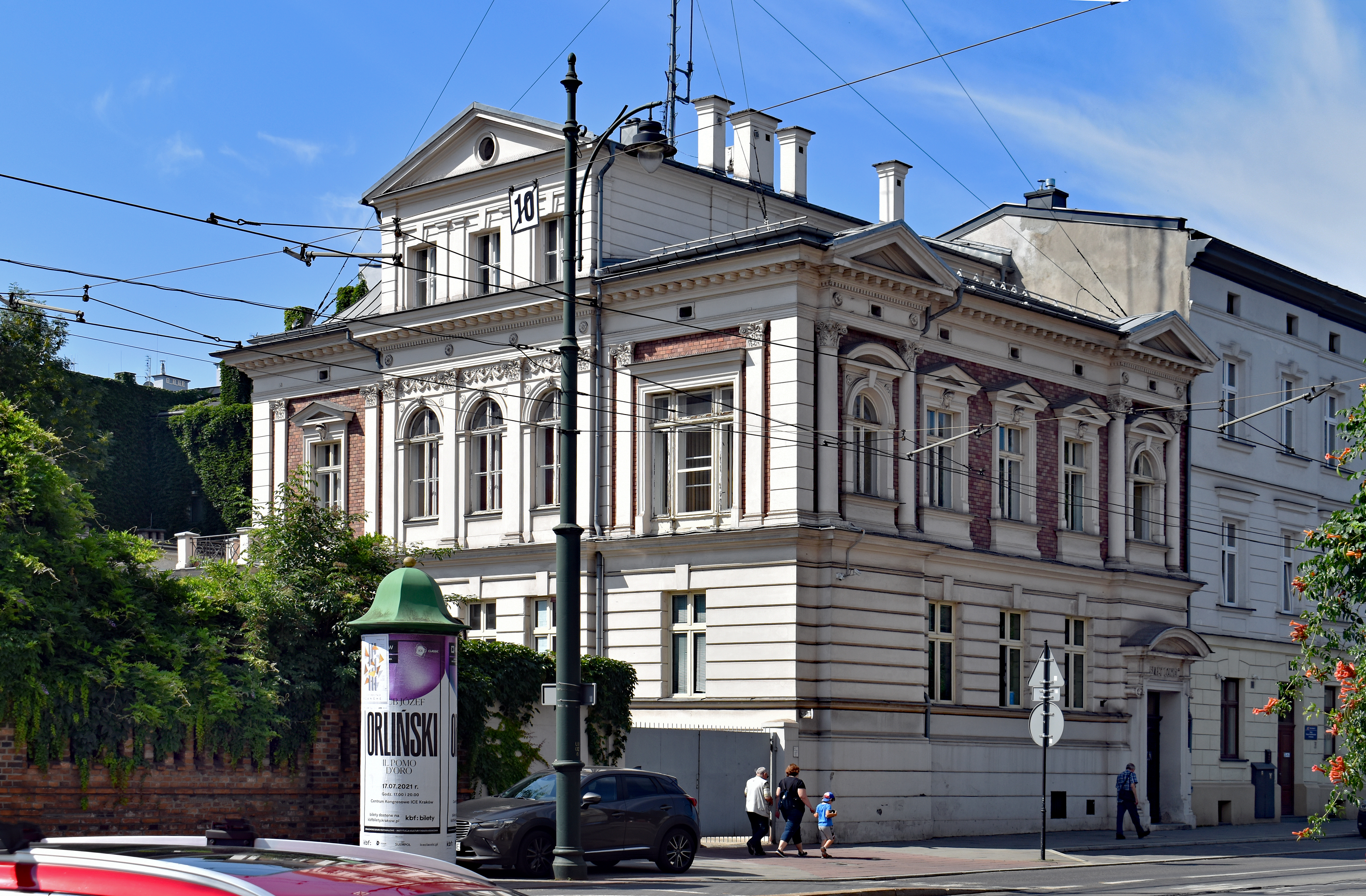
ul. Lubicz 21 Willa Biały Domek (proj. Antoni Siedek, 1886)
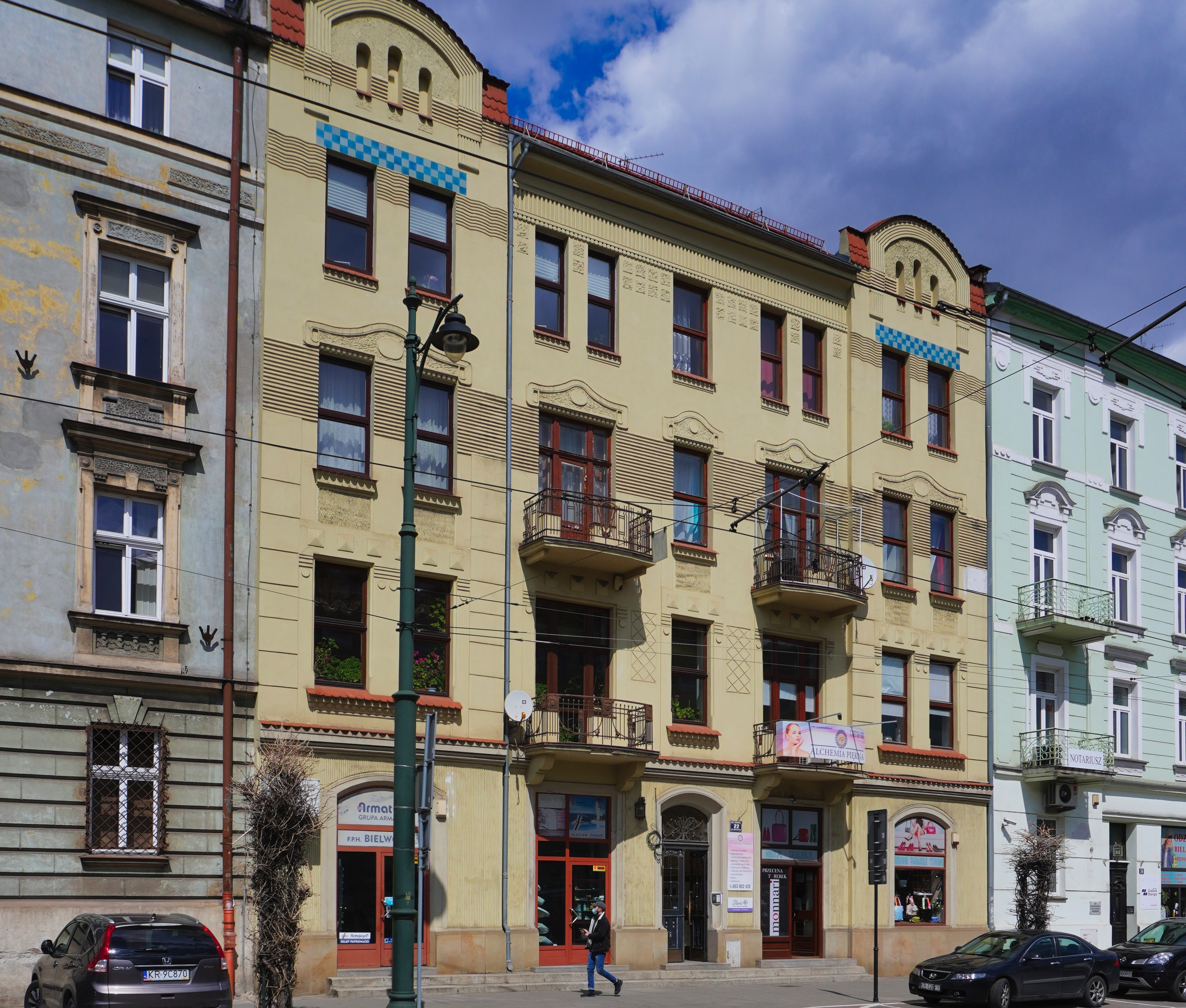
ul. Lubicz 22 Kamienica (proj. Edmund Oraczewski, 1911)
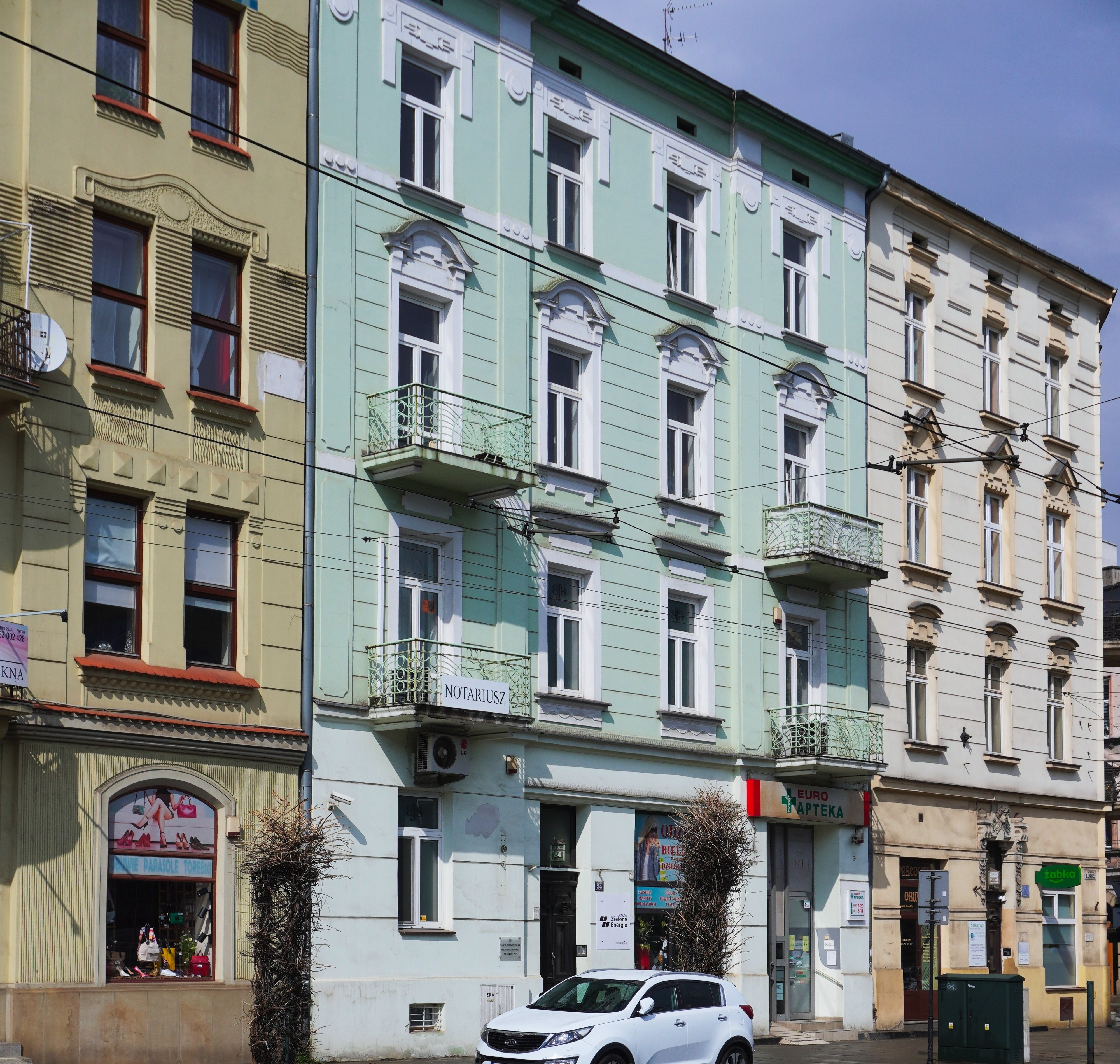
ul. Lubicz 24 Kamienica (proj. Beniamin Torbe, 1909)
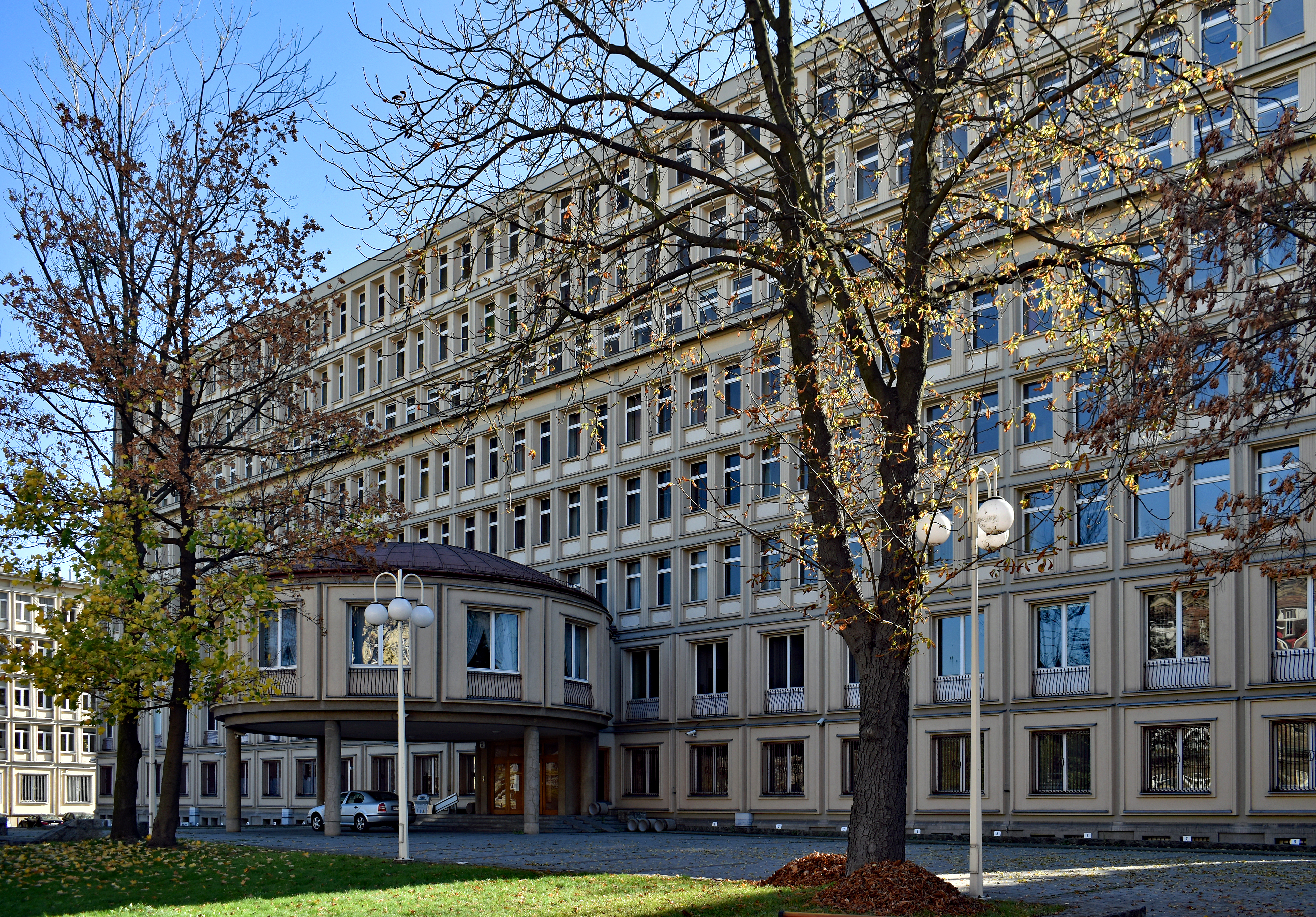
ul. Lubicz 25 Biurowiec Centralnego Zarządu Przemysłu Naftowego „Bipronaft” tzw. „Nafta” (proj. Włodzimierz Minnich, 1950)
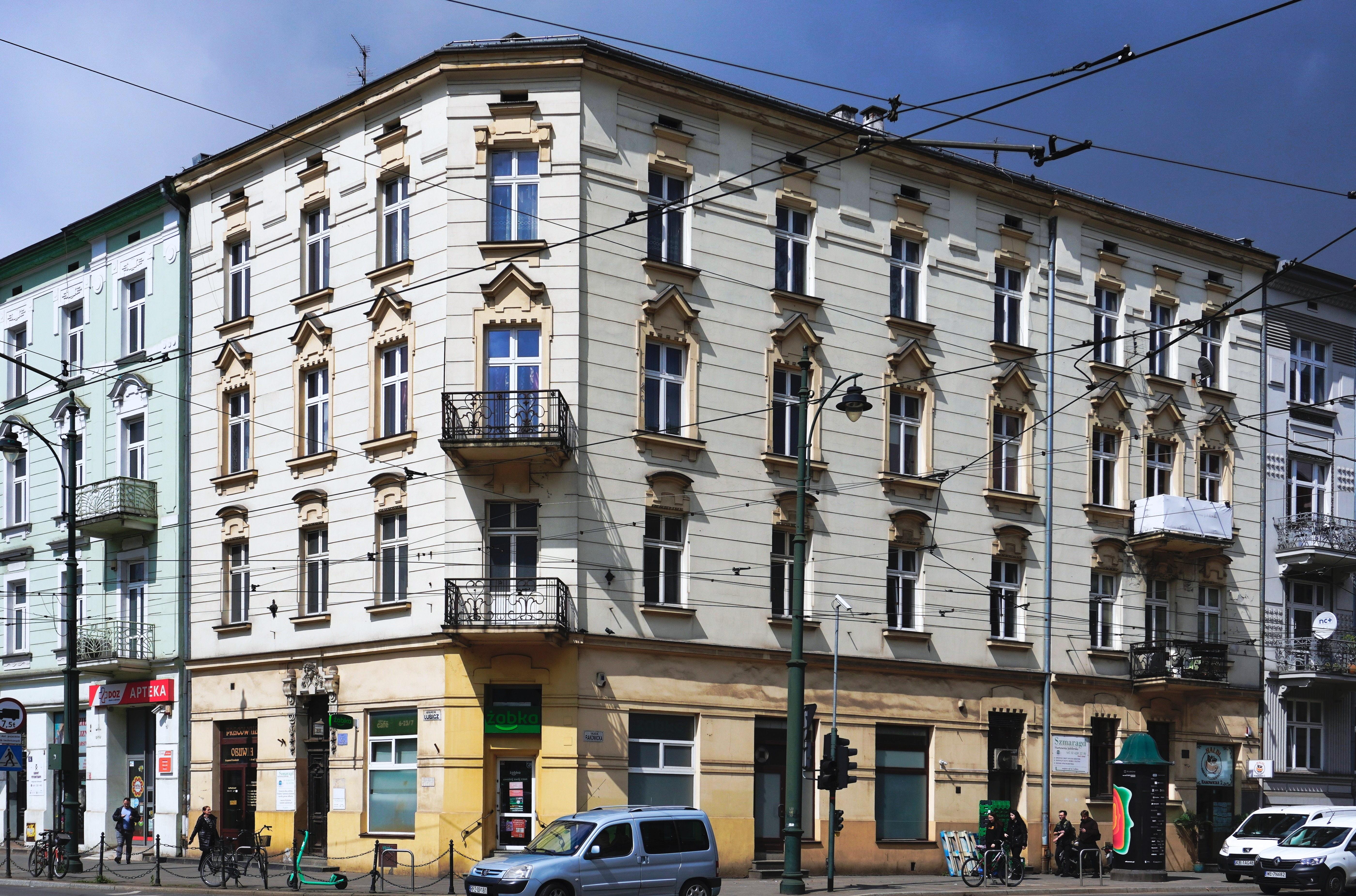
ul. Lubicz 26 (ul. Rakowicka 2) Kamienica (proj. Beniamin Torbe, 1909)
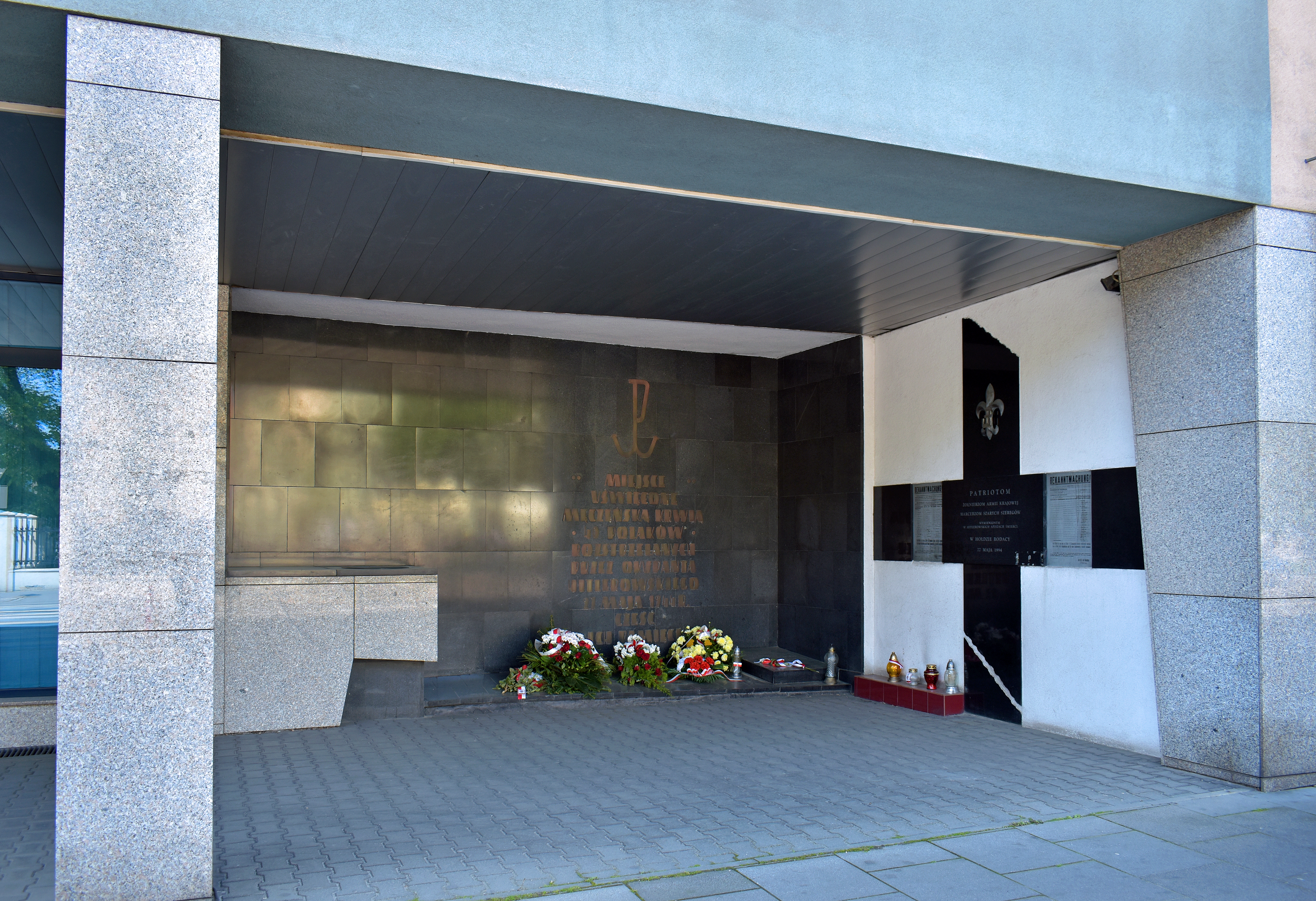
ul. Lubicz 27 Pomnik 40 Polaków rozstrzelanych przez Niemców 27 maja 1944
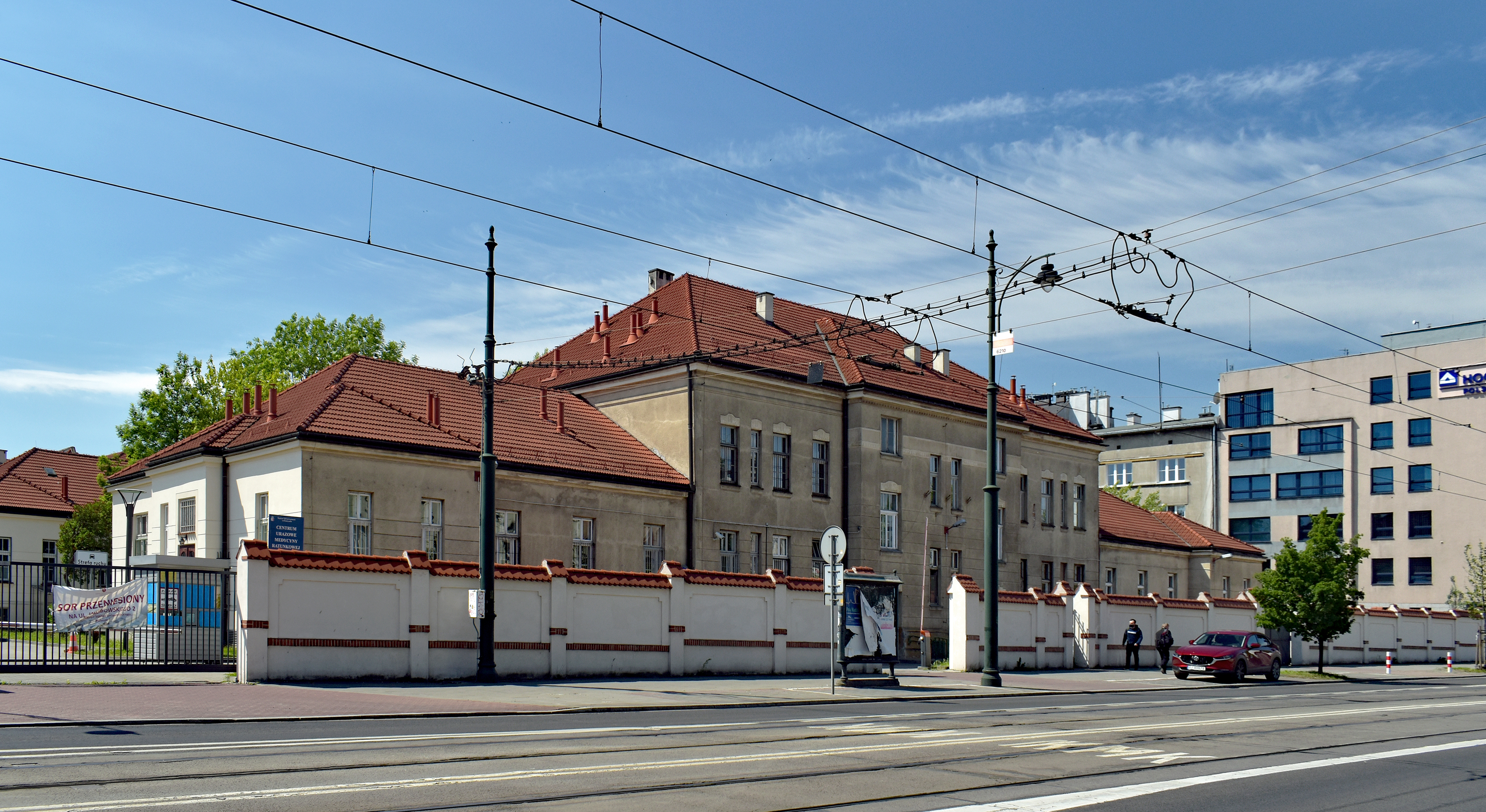
ul. Lubicz 29 (ul. Botaniczna 3) Dawny Szpital Uniwersytecki-Klinika Neurologii (proj. Emil Wekluk, 1911)
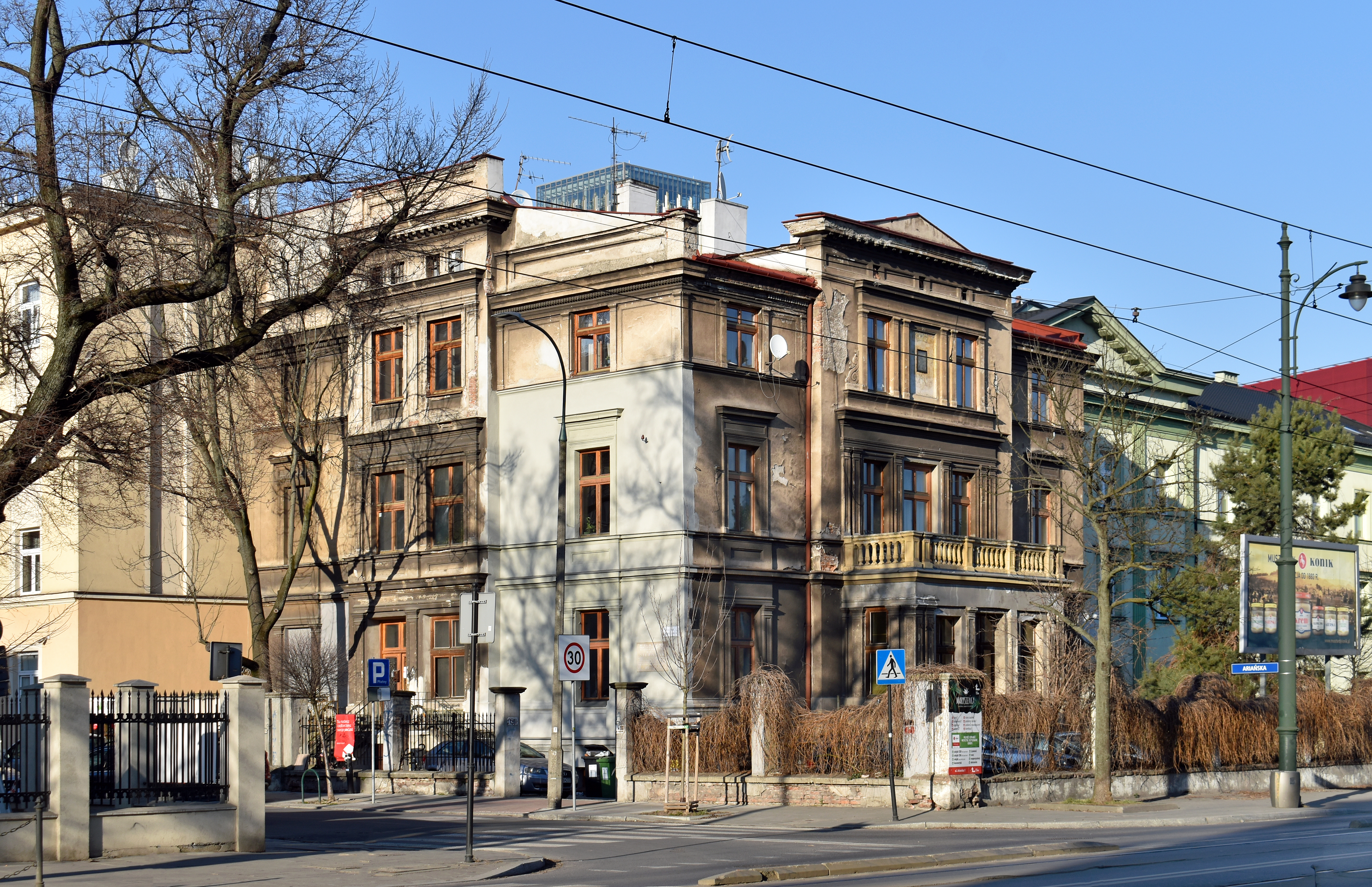
ul. Lubicz 44 (ul. Ariańska 1) Willa Pod Matką Boską (proj. Maksymilian Nitsch, 1875)
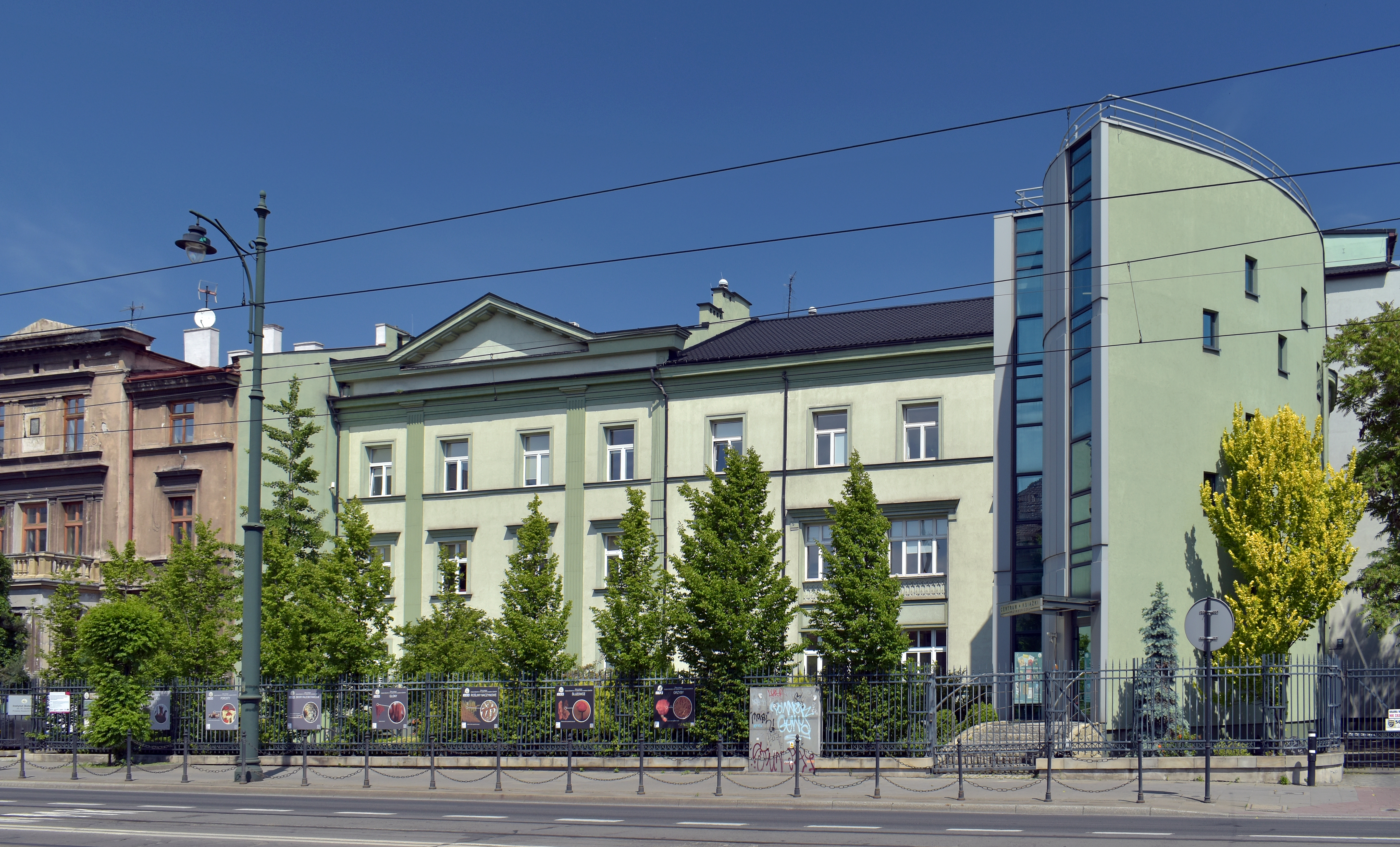
ul. Lubicz 46 Instytut Botaniki im. Władysława Szafera PAN
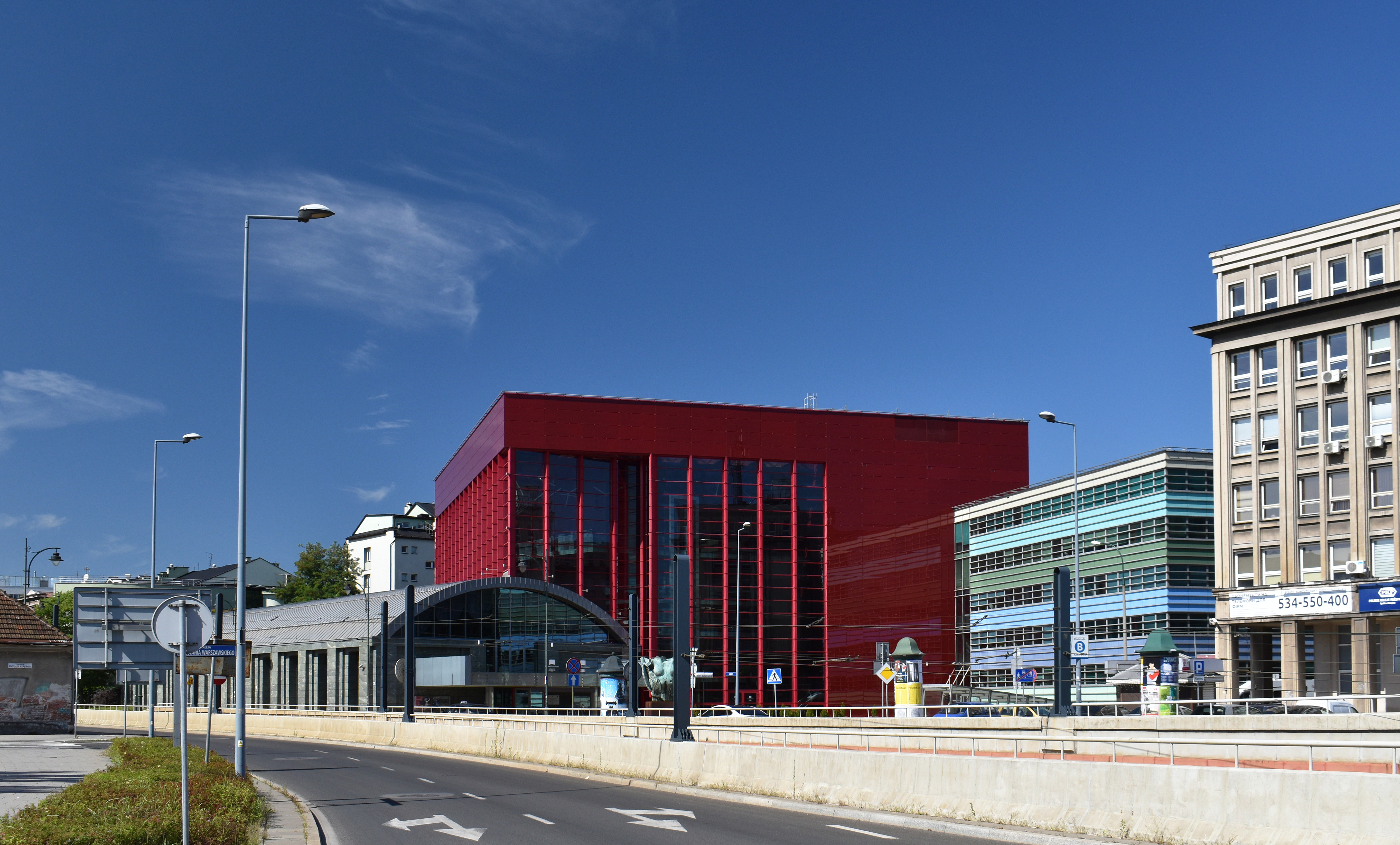
ul. Lubicz 48 Opera Krakowska (proj. Romuald Loegler, 2008) oraz budynek Operetki i dawnego kina „Dom Żołnierza”